# Moosbach (Germania)
Moosbach è un comune tedesco di 2 522 abitanti, situato nel land della Baviera.